# Joel Berghult
Joel Berghult, född 8 april 1988 i Göteborg, är en svensk youtubare, låtskrivare, musiker och producent, känd som Roomie. Berghult slog igenom som underhållare från och med mitten av 2010-talet när han imiterade världsartister på Youtube.